# Copa de Turkmenistán
La Copa de Turkmenistán (en turcomano: Türkmenistanyň kubogy) es el torneo por eliminatorias de clubes de fútbol y copa nacional de Turkmenistán. La competición fue fundada oficialmente en 1993, tras la disolución de la Unión Soviética, y gestionada por la Federación de Fútbol de Turkmenistán.

## Equipos participantes
El número de participantes difiere cada temporada, desde los 16 hasta los ocho mejores equipos de la Ýokary Liga que disputaron la copa en 2011.

## Palmarés

### Época soviética
| - 1936 Lokomotiv Aşgabat - 1937 Gyzyl Goşun Öýi Aşgabat - 1938 Lokomotiv Aşgabat - 1939 Dinamo Aşgabat - 1940 Dinamo Aşgabat - 1941-43 No se celebró - 1944 Lokomotiv Aşgabat - 1945 Dinamo Aşgabat - 1946 Dinamo Aşgabat - 1947 Dinamo Aşgabat - 1948 No se celebró - 1949 Spartak Aşgabat - 1950 No se celebró - 1951 Lokomotiv Mary - 1952 DOSA Aşgabat - 1953 DOSA Aşgabat - 1954 Hasyl Aşgabat - 1955 Dinamo Aşgabat - 1956 Spartak Aşgabat - 1957 Gyzyl Metallist Aşgabat - 1958 Gyzyl Metallist Aşgabat - 1959 DOSA Aşgabat - 1960 Gämigurluşyk Zavody Çärjev - 1961 Serhetçi Aşgabat - 1962 Ýyldyz Gyzylarbat | - 1963 Serhetçi Aşgabat - 1964 Ýyldyz Gyzylarbat - 1965 Serhetçi Aşgabat - 1966 Serhetçi Aşgabat - 1967 Serhetçi Aşgabat - 1968 Serhetçi Aşgabat - 1969 Serhetçi Aşgabat - 1970 Sementçi Büzmeýin - 1971 Sementçi Büzmeýin - 1972 Energogurluşykçy Mary - 1973 Lokomotiv Çärjev - 1974 Nebitçi Krasnovodsk - 1975 Nebitçi Krasnovodsk - 1976 Nebitçi Krasnovodsk - 1977 Şatlyk Mary - 1978 Şatlyk Mary - 1979 Şatlyk Mary - 1980 Nebitçi Krasnovodsk - 1981-86 No se celebró - 1987 Rotor Aşgabat - 1988 Şapak Aşgabat - 1989 Nebitçi Krasnovodsk - 1990 No se celebró - 1991 Obahojalyktehnika Aşgabat - 1992 Köpetdag Aşgabat |

### República Independiente
| Temporada | Campeón             | Resultado        | Finalista           | Sede de la final                       |
| --------- | ------------------- | ---------------- | ------------------- | -------------------------------------- |
| 1993      | Köpetdag Aşgabat    | 4 - 0            | Merw Mary           |                                        |
| 1994      | Köpetdag Aşgabat    | 2 - 0            | Turan Daşoguz       |                                        |
| 1995      | Turan Daşoguz       | 4 - 3            | Köpetdag Aşgabat    |                                        |
| 1996-97   | Köpetdag Aşgabat    | 2 - 0            | Nisa Aşgabat        |                                        |
| 1998      | Nisa Aşgabat        | 3 - 0            | Balkan Balkanabat   |                                        |
| 1999      | Köpetdag Aşgabat    | 3 - 1            | Balkan Balkanabat   |                                        |
| 2000      | Köpetdag Aşgabat    | 5 - 0            | Nisa Aşgabat        |                                        |
| 2001      | Köpetdag Aşgabat    | 2 - 0            | Balkan Balkanabat   |                                        |
| 2002      | Garagum Türkmenabat | 0 - 0 (4-2 pen.) | Şagadam Türkmenbaşy |                                        |
| 2003      | Balkan Balkanabat   | 2 - 1            | Nisa Aşgabat        |                                        |
| 2004      | Balkan Balkanabat   | 1 - 0            | Asudalyk Aşgabat    |                                        |
| 2005      | Merw Mary           | 1 - 1 (3-1 pen.) | Köpetdag Aşgabat    |                                        |
| 2006      | HTTU Aşgabat        | 0 - 0 (7-6 pen.) | Köpetdag Aşgabat    |                                        |
| 2007      | Şagadam Türkmenbaşy | 1 - 0            | Merw Mary           |                                        |
| 2008      | Merw Mary           | 2 - 1            | HTTU Aşgabat        | Estadio Olímpico, Aşgabat              |
| 2009      | Altyn Asyr          | 3 - 0            | Merw Mary           | Estadio Olímpico, Aşgabat              |
| 2010      | Balkan Balkanabat   | 3 - 2            | Altyn Asyr          | Estadio Daşoguz, Daşoguz               |
| 2011      | HTTU Aşgabat        | 0 - 0 (4-2 pen.) | FC Aşgabat          | Estadio Ahal, Abadan                   |
| 2012      | Balkan Balkanabat   | 2 - 1            | HTTU Aşgabat        | Estadio Ashgabat, Aşgabat              |
| 2013      | FC Ahal             | 2 - 1            | Altyn Asyr          | Estadio Deportivo Toplumy, Turkmenabat |
| 2014      | FC Ahal             | 3 - 2            | Balkan Balkanabat   | Estadio Deportivo Toplumy, Daşoguz     |
| 2015      | Altyn Asyr          | 0 - 0 (7-6 pen.) | Şagadam Türkmenbaşy | Estadio Balkanabat, Balkanabat         |
| 2016      | Altyn Asyr          | 4 - 0            | FC Aşgabat          | Estadio Deportivo Toplumy, Daşoguz     |
| 2017      | FC Ahal             | 4 - 0            | Şagadam Türkmenbaşy | Estadio Köpetdag, Aşgabat              |
| 2018      | Köpetdag Aşgabat    | 0 - 0 (5-4 pen.) | FC Energetik        | Estadio Köpetdag, Aşgabat              |
| 2019      | Altyn Asyr          | 3 – 0            | FC Ahal             | Estadio Nusay, Aşgabat                 |
| 2020      | Altyn Asyr          | 1 – 1 (3–0 pen.) | Köpetdag Aşgabat    | Estadio Ashgabat, Aşgabat              |
| 2021      | Şagadam Türkmenbaşy | 1 – 0            | FC Ahal             | Şagadam Stadium, Türkmenbaşy           |
| 2022      | FC Ahal             | 5 – 0            | Şagadam Türkmenbaşy | Estadio Nusay, Aşgabat                 |
| 2023      | FK Arkadag          | 3 – 0            | FC Ahal             | Estadio Arkadag, Arkadag               |
| 2024      | FK Arkadag          | 1 – 0            | FC Ahal             | Estadio Ashgabat, Aşgabat              |

## Títulos por club
| Club                        | Campeón | Subcampeón | Años campeón                                |
| --------------------------- | ------- | ---------- | ------------------------------------------- |
| Köpetdag Aşgabat            | 7       | 4          | 1993, 1994, 1996/97, 1999, 2000, 2001, 2018 |
| FK Altyn Asyr               | 5       | 2          | 2009, 2015, 2016, 2019, 2020                |
| Balkan Balkanabat           | 4       | 4          | 2003, 2004, 2010, 2012                      |
| FC Ahal                     | 4       | 4          | 2013, 2014, 2017, 2022                      |
| FC Şagadam Türkmenbaşy      | 2       | 4          | 2007, 2021                                  |
| FC Merw Mary                | 2       | 3          | 2005, 2008                                  |
| HTTU Aşgabat †              | 2       | 2          | 2006, 2011                                  |
| FK Arkadag                  | 2       | -          | 2023, 2024                                  |
| Nisa Aşgabat                | 1       | 3          | 1998                                        |
| Turan Daşoguz               | 1       | 1          | 1995                                        |
| Lebap Türkmenabat (Garagum) | 1       | –          | 2002                                        |
| FC Aşgabat                  | –       | 2          | -----                                       |
| Asudalyk Aşgabat            | –       | 1          | -----                                       |
| FC Energetik                | –       | 1          | -----                                       |

- † Equipo desaparecido.